# Sophronisca nigra
Sophronisca nigra is een keversoort uit de familie van de boktorren (Cerambycidae). De wetenschappelijke naam van de soort werd voor het eerst geldig gepubliceerd in 1952 door Lepesme & Breuning.